# Електрослабо взаимодействие
Електрослабо взаимодействие във физиката на елементарните частици е обединеното описание на две от четирите познати фундаментални взаимодействия на природата: електромагнетизма и слабото ядрено взаимодействие. Въпреки че тези две сили са много различни при всекидневни ниски енергии, теорията ги моделира като два различни аспекта на една и съща сила. Над обединителната енергия те биха се слели в една електрослаба сила. Следователно, ако вселената е достатъчно гореща (около 1015 K, температура, надмината малко след Големия взрив), то електромагнитната сила и слабото ядрено взаимодействие биха се слели в комбинирана електрослаба сила. По време на електрослабата епоха, електрослабото взаимодействие се отделя от силното ядрено взаимодействие. През кварковата епоха електрослабото взаимодействие се разделя на електромагнетизъм и слабо ядрено взаимодействие.
Шелдън Глашоу, Абдус Салам и Стивън Уайнбърг получават нобелова награда за физика през 1979 г. за приноса си към обединяването на електромагнетизма със слабото ядрено взаимодействие. Съществуването на електрослабо взаимодействие е установено експериментално на два етапа, като първият е откриването на неутралния ток в разсейването на неутрино през 1973 г., а вторият е откриването на калибровъчните W и Z бозони в протон-антипротонови сблъсъци през 1983 г. През 1999 г. Герардус 'т Хоофт и Мартинус Велтман получават нобелова награда, след като доказват, че електрослабата теория подлежи на ренормализация.

## Формулировка
Математически, обединението се осъществява под SU(2) × U(1) калибровъчна група. Съответстващите калибровъчни бозони са трите W бозона на слабия изоспин от SU(2) (W1, W2 и W3) и B бозона на слабия хиперзаряд от U(1), съответно, всичките от които са безмасови.
В Стандартния модел, W± и Z0 бозоните и фотоните се създават от спонтанно нарушение на симетрията на електрослабата симетрия от SU(2) × U(1)Y до U(1)em, причинено от механизма на Хигс. U(1)Y и U(1)em са различни копия на U(1); генериращата редица на U(1)em се извежда чрез Q = Y/2 + T3, където Y е генератор на U(1)Y (наречен слаб хиперзаряд), а T3 е един от SU(2) генераторите (компонента на слаб изоспин).
Спонтанното нарушение на симетрията кара W3 и B бозоните да се слеят в два различни бозона – бозона Z0 и фотона (γ),
{\displaystyle {\begin{pmatrix}\gamma \\Z^{0}\end{pmatrix}}={\begin{pmatrix}\cos \theta _{W}&\sin \theta _{W}\\-\sin \theta _{W}&\cos \theta _{W}\end{pmatrix}}{\begin{pmatrix}B\\W_{3}\end{pmatrix}}}
където θW е ъгълът на Вайнберг. Осите, представящи частиците, са само завъртени в равнината (W3, B), под ъгъл θW. Това, също така, въвежда разминаване между масата на бозона Z0 и масата на W± частици (обозначени съответно като MZ и MW),
{\displaystyle M_{Z}={\frac {M_{W}}{\cos \theta _{W}}}.}
Бозоните W1 и W2 се комбинират и създават масивни заредени бозони
{\displaystyle W^{\pm }={\frac {1}{\sqrt {2}}}(W_{1}\mp iW_{2}).}
Разграничението между електромагнетизъм и слабото ядрено взаимодействие възниква, защото съществува нетривиална линейна комбинация на Y и T3, която изчезва за Хигс бозона: U(1)em е дефинирана като групата, генерирана от тази линейна комбинация и не е нарушена, защото не взаимодейства с Хигс бозона.